# Resultados do Carnaval de Vitória em 2025
Nesta página estão apontados os resultados do Carnaval de Vitória em 2025. Os desfiles no Sambão do Povo aconteceram nos dias 21, 22 e 23 de fevereiro.
Independente de Boa Vista foi a campeã do Grupo Especial, conquistando seu sétimo título na elite do carnaval capixaba, quebrando o jejum de cinco anos sem vitórias. O enredo "Os Olhos do Mundo - Assombros de Sebastião Salgado" foi desenvolvido pelo carnavalesco Cahê Rodrigues. O desfile homenageou o fotógrafo Sebastião Salgado, desde sua infância até a consagração como um dos maiores fotógrafos da atualidade, passando por sua conexão com o Espírito Santo. Residente em Paris, o fotógrafo não participou do desfile. Sebastião faleceu meses depois, em maio de 2025. Chegou o Que Faltava conquistou o vice-campeonato por três décimos de diferença para a campeã. A escola realizou um desfile sobre a região da Grande Goiabeiras, bairro de origem da agremiação. Última colocada, a Imperatriz do Forte seria rebaixada para a segunda divisão mas teve o descenso cancelado em virtude da reorganização do Grupo Especial.
Andaraí foi a campeã do Grupo A, garantindo seu retorno ao Grupo Especial, de onde foi rebaixada em 2023. A escola realizou um desfile sobre a avenida Mercado da Capixaba. Devido à reorganização do carnaval capixaba, Pega no Samba e Rosas de Ouro da Serra também ascenderam à primeira divisão. Chega Mais foi a campeã do Grupo B com o enredo "Alodê, odofiaba, mãe-d'água, Odoyá.

## Grupo Especial
O desfile do Grupo Especial foi organizado pela Liga Independente das Escolas de Samba do Grupo Especial (LIESGE) e realizado no Sambão do Povo, a partir da noite de 21 de fevereiro de 2025. 

### Ordem dos desfiles
Segundo o regulamento, duas escolas já tinham posições definidas antes do sorteio: Novo Império, penúltima colocada no grupo especial em 2024, e Imperatriz do Forte, atual campeã do grupo de acesso A. Inicialmente, a Novo Império abriria a noite de desfiles com um enredo sobre a boemia do Centro de Vitória, mas a escola trocou sua posição com a Unidos de Jucutuquara, que estava sorteada para desfilar em quinto.
A atual bicampeã, Mocidade Unida da Glória (MUG), teve a prerrogativa de escolher sua posição e optou pela quarta, mesma posição em que desfilou em 2024, para apresentar sua homenagem a São Jorge. As demais escolas sortearam suas posições e não realizaram trocas. O sorteio foi realizado no dia 13 de julho de 2024. 
| Sábado (22/02/2025) |
| 1. Unidos de Jucutuquara 2. Chegou O Que Faltava 3. Unidos da Piedade 4. Mocidade Unida da Glória 5. Novo Império 6. Independente de Boa Vista 7. Imperatriz do Forte |

### Classificação
| Legenda: Campeã |

| Col. | Escola                    | Enredo                                                  | Pontos |
| ---- | ------------------------- | ------------------------------------------------------- | ------ |
| 1    | Independente de Boa Vista | Os Olhos do Mundo: Assombros de Sebastião Salgado       | 179,9  |
| 2    | Chegou O Que Faltava      | Da Lama Sai Muito Barulho                               | 179,6  |
| 3    | Mocidade Unida da Glória  | O Guerreiro da Capa Encarnada: Jorge do Povo Brasileiro | 179,4  |
| 4    | Unidos da Piedade         | Ibeji                                                   | 178,9  |
| 5    | Novo Império              | As voltas que a vida dá!                                | 176,9  |
| 6    | Unidos de Jucutuquara     | Pulsar da Vida                                          | 176,1  |
| 7    | Imperatriz do Forte       | Só Quem Sabe Onde é Luanda, Saberá Lhe Dar Valor        | 175,9  |

### Premiações
| Prêmios 2025                     | Desfile do Ano       | Enredo               | Samba-Enredo         | Bateria   | Comissão de Frente   | Mestre-Sala              | Porta-Bandeira                | Carnavalesco             | Intérprete                | Carro de Som | Fantasias            | Alegorias            | Baianas                  | Harmonia  | Evolução  | Ala Coreografada     | 2° Casal                 | Destaques                | Passistas                | Plástica                 | Abre-Alas                | Rainha de Bateria             | Personalidade do Ano |
| -------------------------------- | -------------------- | -------------------- | -------------------- | --------- | -------------------- | ------------------------ | ----------------------------- | ------------------------ | ------------------------- | ------------ | -------------------- | -------------------- | ------------------------ | --------- | --------- | -------------------- | ------------------------ | ------------------------ | ------------------------ | ------------------------ | ------------------------ | ----------------------------- | -------------------- |
| Trófeu Capixabices               | Boa Vista            | Piedade              | Chegou O Que Faltava | Boa Vista | Chegou O Que Faltava | Hudson Maia (Mocidade)   | Letícia Malaquias (Mocidade)  | -                        | -                         | Novo Império | Chegou O Que Faltava | Chegou O Que Faltava | Novo Império             | Boa Vista | Boa Vista | Chegou O Que Faltava | Mocidade Unida da Glória | Mocidade Unida da Glória | Mocidade Unida da Glória | -                        | -                        | Rayane Rosa (Novo Império)    | -                    |
| Queridinhos Iê Iê - Vitória 2025 | Chegou O Que Faltava | Chegou O Que Faltava | Chegou O Que Faltava | Piedade   | Chegou O Que Faltava | Vinícius Costa (Piedade) | Gessya Santana (Novo Império) | Vanderson César (Chegou) | Kléber Simpatia (Piedade) | -            | -                    | -                    | Mocidade Unida da Glória | -         | -         | -                    | -                        | -                        | Mocidade Unida da Glória | Mocidade Unida da Glória | Mocidade Unida da Glória | Izabella Azevedo (Imperatriz) | Mestre Aroldo        |
| Premiação Arte Virtual           | -                    | Chegou O Que Faltava | Chegou O Que Faltava | -         | Chegou O Que Faltava | Vinícius Costa (Piedade) | Julia Mariano (Piedade)       | Vanderson César (Chegou) | -                         | -            | Chegou O Que Faltava | Chegou O Que Faltava | -                        | -         | -         | -                    | -                        | -                        | -                        | -                        | Boa Vista                | -                             | -                    |

## Grupo A

### Classificação
| Legenda: Promovida ao Grupo Especial Rebaixada ao Grupo B |

| Col. | Escola                       | Enredo                                                                 | Pontos |
| ---- | ---------------------------- | ---------------------------------------------------------------------- | ------ |
| 1    | Andaraí                      | Mercado da Capixaba                                                    | 179,9  |
| 2    | Pega No Samba                | Pembelê, Sereias de Zambi                                              | 179,6  |
| 3    | Rosas de Ouro                | No Horizonte Eu Te Vejo                                                | 179,1  |
| 4    | Mocidade da Praia            | Alex do Espírito Santo                                                 | 178,2  |
| 5    | Império de Fátima            | Arte Popular na Corte Imperial                                         | 177,7  |
| 6    | Independente de Eucalipto    | Vem da cidade das águas, a delícia mundial, Linhares, a terra do cacau | 176,2  |
| 7    | Independente de São Torquato | Tenta a sorte! Só ganha quem se arrisca a jogar                        | 174,9  |

### Premiações
| Prêmios 2025                     | Desfile do Ano | Enredo                    | Samba-Enredo              | Bateria       | 1° Mestre-Sala | 1ª Porta-Bandeira | 2° Casal Mestre-Sala & Porta-Bandeira | Comissão de Frente | Carnavalesco                 | Fantasias                 | Alegorias                 | Carro de Som | Baianas       | Evolução      | Harmonia | Passistas     | Rainha de Bateria | Abre-Alas                 |
| -------------------------------- | -------------- | ------------------------- | ------------------------- | ------------- | -------------- | ----------------- | ------------------------------------- | ------------------ | ---------------------------- | ------------------------- | ------------------------- | ------------ | ------------- | ------------- | -------- | ------------- | ----------------- | ------------------------- |
| Trófeu Capixabices               | Pega no Samba  | Pega no Samba             | Pega no Samba             | Andaraí       | Andaraí        | Andaraí           | Andaraí                               | Rosas de Ouro      | -                            | Pega no Samba             | Pega no Samba             | Andaraí      | Pega no Samba | Pega no Samba | Andaraí  | Pega no Samba | Andaraí           | -                         |
| Queridinhos Iê Iê - Vitória 2025 | Pega no Samba  | Pega no Samba             | Pega no Samba             | Pega no Samba | -              | -                 | -                                     | -                  | -                            | -                         | -                         | -            | -             | -             | -        | -             | -                 | -                         |
| Premiação Arte Virtual           | -              | Independente de Eucalipto | Independente de Eucalipto | -             | -              | -                 | -                                     | Rosas de Ouro      | Douglas Palluzzo (Eucalipto) | Independente de Eucalipto | Independente de Eucalipto | -            | -             | -             | -        | -             | -                 | Independente de Eucalipto |

## Grupo B

### Classificação
| Legenda: Promovida ao Grupo A |

| Col. | Escola                 | Enredo                                                                                   | Pontos |
| ---- | ---------------------- | ---------------------------------------------------------------------------------------- | ------ |
| 1    | Chega Mais             | Alodê, Odofiaba, Mãe-d'água, Odoyá                                                       | 179,5  |
| 2    | Tradição Serrana       | Anos 90                                                                                  | 179,3  |
| 3    | União Jovem de Itacibá | Do rural ao urbanismo, Cariacica! Município que almejou a modernidade que Aloízio sonhou | 177,7  |
| 4    | Unidos de Barreiros    | A Voz do Negro Ecoa Pelo Ar                                                              | 177,6  |
| 5    | Mocidade Serrana       | Uma Incrível Viagem ao Fantástico Reino das Cores                                        | 177,3  |

### Premiações
| Prêmios 2025                     | Desfile do Ano | Enredo     | Samba-Enredo | Bateria    | Comissão de Frente     | 1° Casal de Mestre-Sala & Porta-Bandeira | Carro de Som           |
| -------------------------------- | -------------- | ---------- | ------------ | ---------- | ---------------------- | ---------------------------------------- | ---------------------- |
| Trófeu Capixabices               | Chega Mais     | Chega Mais | Chega Mais   | Chega Mais | União Jovem de Itacibá | União Jovem de Itacibá                   | União Jovem de Itacibá |
| Queridinhos Iê Iê - Vitória 2025 | Chega Mais     | -          | -            | -          | -                      | -                                        | -                      |